# Грибе, Франк
Франк Грибе (нем. Frank Griebe; род. 28 августа 1964) — немецкий кинооператор.
Франк Грибе родился в Гамбурге. Он известен по своим работам с немецким режиссёром Томом Тыквером. Их совместные фильмы это: «Парфюмер: История одного убийцы», «Рай», «Принцесса и воин», «Беги, Лола, беги», «В зимней спячке», «Интернэшнл», «Облачный атлас» и «Восьмое чувство».
Он также работал с Зёнке Вортманом в фильме «Deutschland. Ein Sommermärchen» и с Линдером Хаусманом в фильмах «NVA» и «Herr Lehmann».

## Фильмография
| Год  |   | Русское название                | Оригинальное название                    | Роль                    |
| ---- | - | ------------------------------- | ---------------------------------------- | ----------------------- |
| 2016 | ф | Лара                            | Lara                                     | оператор                |
| 2017 | с | Вавилон-Берлин                  | Babylon Berlin                           | оператор                |
| 2016 | ф | Голограмма для короля           | A Hologram for the King                  | оператор                |
| 2015 | с | Восьмое чувство                 | Sense8                                   | дополнительный оператор |
| 2012 | ф | Облачный атлас                  | Cloud Atlas                              | оператор                |
| 2010 | ф | Любовь втроём                   | Drei                                     | оператор                |
| 2009 | ф | Интернэшнл                      | The International                        | оператор                |
| 2006 | ф | Парфюмер. История одного убийцы | Das Parfum. Die Geschichte eines Mörders | оператор                |
| 2003 | ф | Берлинский блюз                 | Herr Lehmann                             | оператор                |
| 2002 | ф | Рай                             | Heaven                                   | оператор                |
| 2000 | ф | Принцесса и воин                | Der Krieger und die Kaiserin             | оператор                |
| 1998 | ф | Беги, Лола, беги                | Lola rennt                               | оператор                |
| 1997 | ф | В зимней спячке                 | Winterschläfer                           | оператор                |